# Cratere Estelle
Estelle  è un cratere sulla superficie di Venere.